# Thea Grodtczinsky
Theodora Grodtczinsky (* 17. September 1893 in Düren, Rheinland; † 19. April 1978) war eine deutsche Schauspielerin. Als Jüdin hatte sie in der Zeit des Nationalsozialismus Berufsverbot.

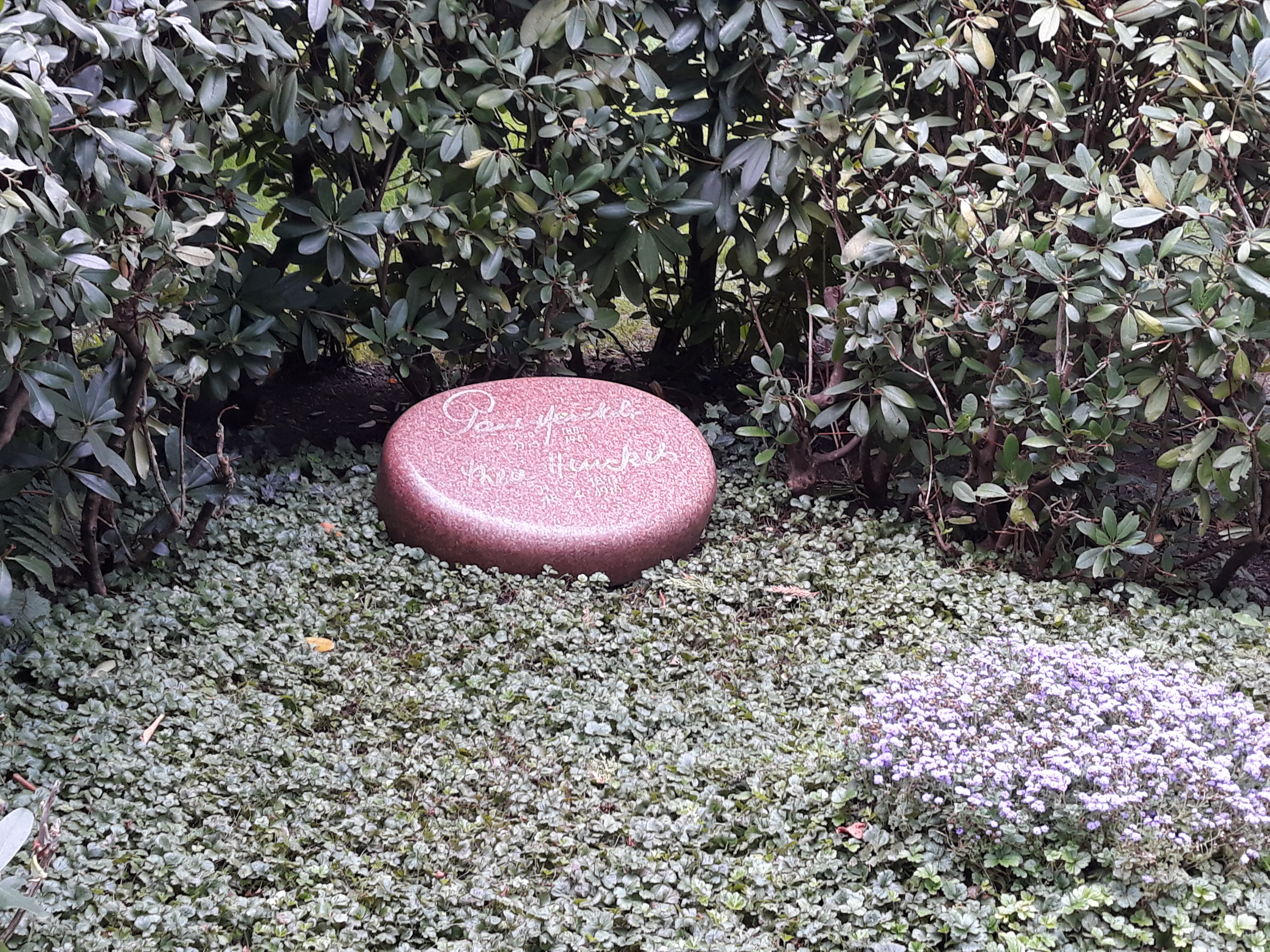
Das Grab von Thea Grodtczinsky und ihres Ehemannes Paul Henckels auf dem Südfriedhof (Düsseldorf)

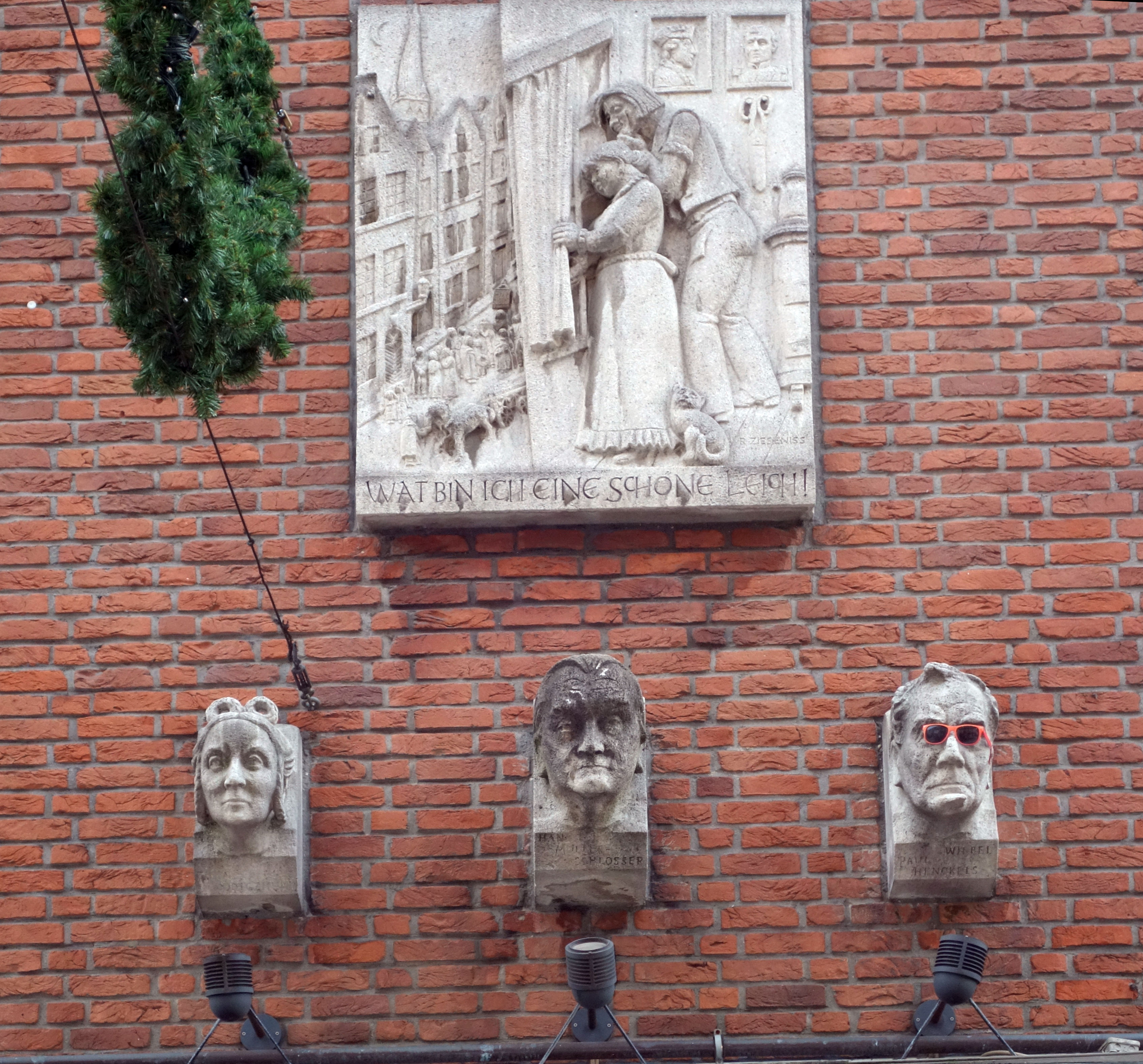
Die Büsten am Schneider-Wibbel-Haus in Düsseldorf, v. l.:Thea Grodtczinsky, Hans Müller-Schlösser, Paul Henckels

## Leben
Thea Grodtczinsky war die Tochter des Getreidehändlers Nathan Grodtczinsky (* 4. Januar 1862 in Sochaczew) und Amalie geborene Strauss (* 16. Juni 1857 in Erkelenz, † 28. Juli 1920 Köln-Ehrenfeld). Die Familie lebte in Düren, später in Köln-Ehrenfeld. Vor ihrer Geburt wohnten ihre Eltern zunächst in Erkelenz, wo ihr Vater in dem Landesprodukten- und Getreidehandel seines Schwiegervaters Salomon Strauß arbeitete.
Thea Grodtczinsky lernte am Düsseldorfer Schauspielhaus den Schauspielerkollegen Paul Henckels kennen. Grodtczinsky war Schülerin der Düsseldorfer Bühnenschule, trat aber schon in William Shakespeares Sturm als Miranda auf, Paul Henckels spielte den Caliban. 1913 bekam er die Rolle des Anton Wibbel in dem Theaterstück Schneider Wibbel von Hans Müller-Schlösser. Als um 1916 seine damalige Bühnenpartnerin als Ehefrau Fin Wibbel ausschied, wurde Thea Grodtczinsky von Louise Dumont für diese Figur eingesetzt, obwohl sie bei ihrer Vorstellung bekannte: „Ich kann doch keinen rheinischen Dialekt.“ Seitdem traten die beiden Schauspieler in über 1500 Theateraufführungen als Ehepaar Wibbel auf; in Düsseldorf und anderen Städten, 1931 in einem Film, in dem Paul Henckels auch die Regie führte, sowie in mehreren Hörspielen.
Grodtczinsky und Henckels heirateten 1921, nachdem sich Paul Henckels von Cäcilie Brie hatte scheiden lassen. Die Ehe blieb kinderlos. In den 1930er Jahren lebte das Paar in Kleinmachnow bei Berlin. Zuletzt hatten die beiden ihren Wohnsitz im Schlosshotel Hugenpoet bei Kettwig. Ihre gemeinsame Grabstelle befindet sich auf dem Südfriedhof in Düsseldorf.

## Filmografie
- 1931: Schneider Wibbel
- 1931: Er und sein Diener
- 1957: Der tolle Bomberg
- 1967: Im Busch von Mexiko. Das Rätsel B. Traven, 5 Teile. Sie trat im zweiten Teil mit Paul Henckels auf. Ihr Mann hatte B. Traven unter dem Namen Ret Marut 1913 in Düsseldorf kennengelernt, beide spielten damals am Schauspielhaus.

## Theater
- 1930: Eduard Knoblauch: Der Faun – Regie: Paul Henckels (Lessingtheater Berlin)

## Diskografie
- 1958: Sozusagen herzerquicklich. Aus „Max und Moritz“, „Tobias Knopp“ und den Gedichten von Wilhelm Busch lesen Paul Henckels und Thea Grodtczinsky.
- 1959: Kleine Kostbarkeiten: Paul Henckels und Thea Grodtczinsky sprechen Heiter-Besinnliches von Lessing, Goethe, Heine, Claudius und anderen, Ariola GmbH
- 1961: Solang du lebest, ist es Tag. Ein heiter-ernstes Brevier für Eheleute und solche, die es werden wollen. Dargeboten von Thea Grodtczinsky und Paul Henckels. Ariola GmbH

## Hörspiele
- 1951: Einer zahlt seine Schuld. Ein Hörspiel von Axel Eggebrecht mit Paul Henckels, Thea Grodtczinsky, Gerd Beermann, Wolfgang Regentrop und Benno Schurr. Unter der Regie von Karl Peter Biltz, Produktion GmbH.
- 1952: Die sagenhafte Geschichte des Hengstes Godolphin Arabian. Unter der Regie von Eduard Hermann, gemeinsam mit Paul Henckels, produziert vom NWDR Köln.
- 1947: Schneider Wibbel – Regie: Hanns Korngiebel
- 1950: Schneider Wibbel (als Regiolekt-Hörspiel) – Regie: Karlheinz Schilling

## Ehrungen
Zwei Büsten am Schneider-Wibbel-Haus in der Düsseldorfer Altstadt, gelegen an der Ecke Bolkerstraße und Schneider-Wibbel-Gasse, erinnern seit 1956 an das Schauspielerehepaar in ihrer Paraderolle.